# Отступление корпуса Шварценберга
Отступление корпуса Шварценберга  – войсковая операция (война 1812 года)  по принуждению к отступлению австрийского корпуса князя Шварценберга (правый фланг армии Наполеона)  за пределы Российской Империи и занятию  демаркационной линии, согласно заключенной 30 января 1813 года конвенции». 

## Предыстория
В ночь на 29 ноября 1812 года последние остатки разбитой армии Наполеона под командованием маршала Виктора после кровопролитного боя с авангардом корпуса графа  Витгенштейна  переправились через Березину на правый берег и «потянулись» вслед за уходящими к  Зембину  французскими колоннами. 29 ноября  в 8.30 утра  генерал   Эбле зажег мосты через Березину. Витгенштейн, не имея возможности преследовать противника, ограничился артиллерийским обстрелом с левого берега Березины хвостов колонн.  Потери Наполеона при Березине были значительны: более 20 тыс. человек убитыми, утонувшими в реке и плененными.  Преследование остатков армии было поручено легким отрядам Ланского и Орлова-Денисова.   По пятам неприятеля двинулись части армии Чичагова.  Левее — Главная армия  Кутузова «с тем, чтобы препятствовать соединению корпуса Шварценберга с остатками Главной французской армии», правее — корпус Витгенштейна с тем, чтобы «пересечь сообщение Главной французской армии с корпусом  Макдональда (левый фланг армии Наполеона)». Морозы усилились до минус 20 градусов. Наполеон «потерял надежду восстановить порядок в армии»: люди, с выпавшими на их долю страданиями, смешались в общую массу.  5 декабря, по прибытии в местечко Сморгонь, Наполеон объявил, что намерен оставить армию и возвратиться в Париж. Он приказал Мюрату возглавить армию и держать в тайне свой отъезд  5 - 6 дней.

## Отступление австрийского корпуса
В первых числах декабря 1812 года австрийский корпус князя Шварценберга находился у города Слоним.  Передовые отряды –  в Белице и Несвиже. Для принуждения Шварценберга к «очищению западных областей России не было надобности в силе оружия». Шварценберг понял, что не в состоянии оказать помощь остаткам армии Наполеона. Главное внимание он сосредоточил «исключительно на сохранение вверенных ему войск», которые страдали от холода.  Поспешное отступление в   Герцогство Варшавское было  единственным средством спасения.  10 декабря,  Левенштерн командир конного разъезда  русского отряда генерала   Ожаровского в Белице, вступил в переговоры с австрийским генералом Мором. Отряд Мора (прикрытие левого фланга корпуса Шварценберга) занимал правый берег Немана.  Левенштерн  передал Мору двух австрийских пленных и просил без боя оставить Белице.  Вскоре австрийский отряд оставил город. О данном инциденте было доложено Кутузову. Фельдмаршал выразил благодарность Ожаровскому и приказал «впредь обращаться как можно ласковее с австрийцами».  14 декабря Шварценберг отступил к Белостоку. Одновременно с австрийским корпусом из Ружан к Высоко-Литовскому отступил саксонский корпус генерала Ренье (прикрытие правого крыла корпуса Шварценберга).  15 декабря отряд генерала Васильчикова выступил из Онжадово (Ошмянский район) на Малую Брестовицу. 22 декабря через селения Мыто и Мостам отряд прибыл к селу Малая Берестовица, где Васильчиков вступил в переговоры с князем Шварценбергом.  Результатом переговоров стало обещание Шварценберга покинуть пределы Российской Империи. 25 декабря австрийский корпус Шварценберга  оставил Белосток и перешел границу.  30 декабря корпус достиг Пултуска, где оставался в нем в продолжение 4 недель.  Шварценберг разместил  передовые отряды в  Остроленке, Острове,  Броке.   Австрийские аванпосты растянулись от Замброва до Нура. Саксонский корпус Ренье у Дрогочина переправился через Буг и расположился у местечка Венгрув. Отряд  Понятовского  – у Варшавы.

## Конвенция о перемирии
Весть о поражении Наполеона была с восторгом встречена австрийской армией и народом. Данное обстоятельство сильно озадачило Венский кабинет. Русское правительство убеждало Венский кабинет «открыто высказаться против Наполеона» и встать на сторону общего дела. Однако, министр иностранных дел Австрии  Меттерних колебался. Он окончательно не потерял веру в гений Наполеона и полагал, что  «счастье может возвратиться к знаменам зятя императора Австрии».   Однако, в виду полного уничтожения Великой армии, изгнания её остатков из России,  Венскому кабинету предстояло сделать выбор.  В январе 1813 года «по Высочайшему Повелению  Александра I» к Шварценбергу прибыл уполномоченный представитель  Анштетт для заключения перемирия.  Переговоры успешно завершились  30 января 1813 года подписанием секретного соглашения» – «Конвенции о перемирии».
- Согласно статье 1,  перемирие устанавливалось без определения срока и наступало с момента подписания сторонами настоящего акта.

- Согласно статье 2,  были установлены маршрут и сроки  выдвижения австрийского корпуса Шварценберга от Нарева к линии демаркации.  Была определена сама линия: от Иосефова через Кунов, Бодзечин на  Лапушно,  далее через Малагош на  Жарговец.  Определено, что к 27 февраля 1813 года австрийские войска займут указанную линию[16].

## Итог
Заключенная конвенция имела чрезвычайно важный итог: Венский двор сделал шаг к разрыву отношений со своим союзником — Наполеоном,  «предоставляя его на произвол судьбы». В тоже время, Король Саксонии Фридрих Август занимал «неопределённую позицию». Он был встревожен появлением русских войск в Пруссии.  Намерение саксонского правительства «поднять восстание в Польше против России» вызвало «взаимное озлобление между русскими и саксонцами». Предложение Шварценберга русскому командованию признать нейтралитет корпуса Ренье было отклонено.
24 января 1813 года Шварценберг уведомил Милорадовича о выдвижении австрийского корпуса в сторону Варшавы. Войска Милорадовича, двигаясь за австрийцами,  занимали оставленные населенные пункты. 8 февраля русские войска торжественно вступили в Варшаву.  Не имея нейтрального статуса, саксонские и польские войска вынуждены были отделиться от корпуса Шварценберга и отступить по разным направлениям:  саксонские войска Ренье на Калиш , польские войска Понятовского на Ченстохова.
Корпусу Остен-Сакена было поручено вести наблюдение за саксонскими и польскими войсками.  Отряду Васильчикова – за князем Шварценбергом.   Фельдмаршал Кутузов, предвидя отделение саксонского корпуса от корпуса Шварценберга, направил через  Конин на Ставишин  корпус  Винцингероде (16 000 человек с 69  орудиями) с целью перерезать путь Ренье.  Винцингероде удалось настигнуть саксонцев у Калиша и нанести Ренье поражение. Ренье отступил за реку Просна к  Глогау . Корпус Винцингероде продвинулся к  Равич .